# Ruprechtia costata
Ruprechtia costata är en slideväxtart som beskrevs av Meissn.. Ruprechtia costata ingår i släktet Ruprechtia och familjen slideväxter. Inga underarter finns listade i Catalogue of Life.